# سيلفيا برونر
سيلفيا برونر هي متزلجة سويسرية، ولدت في 11 يناير 1958 في دافوس في سويسرا.

## وصلات خارجية
- سيلفيا برونر على موقع SpeedSkatingBase.eu (الإنجليزية)
- سيلفيا برونر على موقع SpeedSkatingStats.com (الإنجليزية)
- سيلفيا برونر على موقع أوليمبيديا (الإنجليزية)